# Йоель Едельштейн
Йоель (Юлій Юрійович) Едельштейн (івр. יואל (יולי) אדלשטיין; нар. 5 серпня 1958, Чернівці, Українська РСР, СРСР) — ізраїльський політик українського походження, спікер Кнесету з 2013. Член партії «Лікуд».

## Життєпис
Був активістом викладання івриту. У вересні 1984 за свою сіоністську діяльність і викладання івриту заарештований органами КДБ. У грудні того ж року Едельштейн засуджений «за зберігання і вживання наркотиків» і засуджений до 3 років тюремного ув'язнення. Едельштейн відбував термін ув'язнення у Бурятії, де був сильно травмований при виконанні важкої роботи. Після лікування в лікарнях Бурятії і Новосибірська відбував подальше ув'язнення в колонії у Новосибірській області. У 1987 звільнений і йому було дозволено репатріюватись до Ізраїлю.
Входив до Національно-релігійної партії «МАФДАЛ». З 1988 року він був одним з творців Сіоністського форуму, а з 1989 року по 1995 рік обіймав посаду віце-президента Сіоністського форуму. Він також був радником з абсорбції лідера партії «Лікуд» Біньяміна Нетаньяху.
Член Кнесету з 1996. З 1996 по 1999 він був міністром абсорбції у першому уряді Нетаньяху, з 2001 по 2003 — заступник міністра абсорбції в першому уряді Шарона. З 2009 по 2013 працював міністр інформації та діаспори міністром інформації та справ діаспори у другому уряді Нетаньягу.
Овдовів, є батьком двох дітей. Живе у селищі Неве-Даніель.